# Kim Dong-han
Đây là một tên người Triều Tiên, họ là Kim.
Kim Dong-han (tiếng Hàn: 김동한, sinh ngày 3 tháng 7 năm 1998), là một ca sĩ người Hàn Quốc. Anh lần đầu tiên được biết đến khi tham gia chương trình sinh tồn thực tế Produce 101 Mùa 2, và sau đó ra mắt trong nhóm nhạc nam dự án JBJ. Anh đã ra mắt solo với việc phát hành EP D-Day vào tháng 6 năm 2018. EP thứ hai của anh, D-Night, được phát hành vào tháng 10 năm 2018.

## Cuộc sống và sự nghiệp

### Đầu đời
Kim Dong-han sinh ra tại Daegu, Hàn Quốc.

### Sự nghiệp
Trước khi ra mắt, anh ấy là fan hâm mộ của The Face và DOB. Anh ấy thường xuất hiện trong các buổi biểu diễn trên đường phố. Trước đây, bộ phim thách thức tốc độ gấp đôi "DOPE" đã được bật ra. Chuyển động nhanh chóng theo kịp nhịp điệu của âm nhạc nhịp điệu. Các hành động được thực hiện, mạnh mẽ và mạnh mẽ, gây ra cuộc thảo luận trên Internet. Tuy nhiên, sau đó anh bị công ty môi giới tách khỏi công ty khiêu vũ và trở thành thực tập sinh của công ty môi giới giải trí OUI. Anh được người hâm mộ chọn là một trong những thành viên JBJ vì khả năng nhảy mạnh mẽ của anh trong chương trình tài năng nổi tiếng của Hàn Quốc "Produce 101 Mùa 2".

## Chương trình truyền hình
| Năm  | Kênh         | Tiêu đề                               | Vai trò     | Phát sóng                         |
| ---- | ------------ | ------------------------------------- | ----------- | --------------------------------- |
| 2017 | Mnet         | Produce 101 Mùa 2                     | Thí sinh    | 07/04 - 16/06 (bị loại ở hạng 29) |
| 2019 | Workpoint TV | I Can See Your Voice Thailand (mùa 3) | Khách mời   | 28/08                             |
| 2020 | MBC          | Show! Music Core                      | MC đặc biệt | 22/08                             |